# Équation de la force vive
En mécanique spatiale, l'équation de la force vive est une équation importante du mouvement des corps en orbite.
C'est le résultat de la loi de conservation de l'énergie selon laquelle la somme des énergies cinétiques et potentielles est constante en tout point de l'orbite.
Elle s'applique à un objet en orbite stable autour d'un corps beaucoup plus massif que lui, typiquement une planète autour de son étoile ou un satellite autour d'une planète.

## Équation de la force vive
L'équation de la force vive relie la vitesse et la position d'un corps léger en orbite autour d'un corps massif. Elle est définie par :
{\displaystyle v={\sqrt {GM\left({{2 \over {r}}-{1 \over {a}}}\right)}}}
où :
- {\displaystyle v\,\!} est la vitesse relative des deux corps ;
- {\displaystyle r\,\!} est la distance entre les deux corps ;
- {\displaystyle a\,\!} est le demi-grand axe de la trajectoire suivie par le corps en orbite ;
- {\displaystyle G\,\!} est la constante gravitationnelle ;
- {\displaystyle M} est la masse du corps central.

### Masse réduite et paramètre gravitationnel standard
Malencontreusement, la lettre {\displaystyle \mu } est couramment utilisée pour représenter deux quantités distinctes intervenant dans les calculs liés à la force vive :
- le paramètre gravitationnel standard {\displaystyle \mu =GM} ;
- la masse réduite {\displaystyle \mu ={\frac {m_{1}m_{2}}{m_{1}+m_{2}}}}.

Pour éviter les confusions, aucune des deux notations ne sera utilisée ici.

## Démonstration
La méthode présentée ici a pour objectif de rester simple, en évitant de faire appel au calcul vectoriel ou différentiel.
Une approche plus classique pour établir cette équation s'appuie sur les calculs liés aux trois lois de Kepler, comme on peut le voir sur la page consacrée à l'énergie orbitale spécifique.

### Problème général à deux corps
Considérons deux corps en orbite autour l'un de l'autre et plaçons-nous dans un repère galiléen centré sur le barycentre des deux corps.
Pour chaque corps, {\displaystyle v} représente sa vitesse, {\displaystyle r} sa distance au centre de gravité commun et {\displaystyle m} sa masse. {\displaystyle m'}est la masse du second corps
Chacun des deux corps possède une énergie cinétique {\displaystyle {\frac {1}{2}}mv^{2}} et une énergie potentielle de gravité {\displaystyle {\frac {-Gmm'}{r}}}
L'énergie totale de deux corps d'indice 1 et 2 s'écrit alors comme la somme des quatre composantes :
```

  

    

      

        
E

        
=

        

          

            
1

            
2

          

        

        

          
(

          

            

              
m

              

                
1

              

            

            

              
v

              

                
1

              

              

                
2

              

            

            
+

            

              
m

              

                
2

              

            

            

              
v

              

                
2

              

              

                
2

              

            

          

          
)

        

        
−

        
G

        

          
m

          

            
1

          

        

        

          
m

          

            
2

          

        

        

          
(

          

            

              

                
1

                

                  
r

                  

                    
1

                  

                

              

            

            
+

            

              

                
1

                

                  
r

                  

                    
2

                  

                

              

            

          

          
)

        

      

    

    
{\displaystyle E={\frac {1}{2}}\left(m_{1}v_{1}^{2}+m_{2}v_{2}^{2}\right)-Gm_{1}m_{2}\left({\frac {1}{r_{1}}}+{\frac {1}{r_{2}}}\right)}

  

```

### Cas d'une orbite autour d'un corps massif
Considérons que le premier corps est beaucoup plus massif que le second, au point que {\displaystyle m_{2}}devient négligeable par rapport à {\displaystyle m_{1}}.
Cette hypothèse implique que le centre de gravité se confond avec le centre du premier corps. Dans ce repère, l'énergie du premier corps est donc nulle.
L'expression de l'énergie du système se simplifie en :
{\displaystyle E=m_{2}\left({\frac {v_{2}^{2}}{2}}-{\frac {Gm_{1}}{r_{2}}}\right)}
Diviser par la masse du corps en orbite produit l'énergie orbitale spécifique, aussi appelée force vive ou vis viva en latin :
{\displaystyle \epsilon =E/m_{2}={\frac {v_{2}^{2}}{2}}-{\frac {Gm_{1}}{r_{2}}}}
En renommant les variables :
```

  

    

      

        
ϵ

        
=

        

          

            

              
v

              

                
2

              

            

            
2

          

        

        
−

        

          

            

              
G

              
M

            

            
r

          

        

      

    

    
{\displaystyle \epsilon ={\frac {v^{2}}{2}}-{\frac {GM}{r}}}

  

```

- {\displaystyle v} est la vitesse relative des deux corps ;
- {\displaystyle r} est la distance entre les deux corps ;
- {\displaystyle M}est la masse du corps central.

### Expression de l'énergie gravitationnelle
Pour trouver une expression de cette énergie indépendante de la position du corps en orbite, on va considérer sa valeur à l'apoapside et à la périapside, dénotées par les indices {\displaystyle _{a}}et {\displaystyle _{p}}.
La conservation de l'énergie implique {\displaystyle \epsilon _{a}=\epsilon _{p}}, soit
{\displaystyle {\frac {v_{a}^{2}}{2}}-{\frac {GM}{r_{a}}}={\frac {v_{p}^{2}}{2}}-{\frac {GM}{r_{p}}}}
En utilisant la conservation du moment cinétique {\displaystyle h} et en remarquant que les vitesses sont perpendiculaires aux rayons pour ces deux positions, on a :
{\displaystyle h=v_{a}r_{a}=v_{p}r_{p}\Longrightarrow v_{p}={\frac {v_{a}r_{a}}{r_{p}}}}
Ce qui permet d'éliminer {\displaystyle v_{p}} :
{\displaystyle {\frac {1}{2}}v_{a}^{2}-{\frac {GM}{r_{a}}}={\frac {1}{2}}\left({\frac {v_{a}r_{a}}{r_{p}}}\right)^{2}-{\frac {GM}{r_{p}}}}
On réordonne pour exprimer l'énergie cinétique spécifique {\displaystyle {\frac {1}{2}}v_{a}^{2}} :
{\displaystyle {\frac {1}{2}}v_{a}^{2}(1-{\frac {r_{a}^{2}}{r_{p}^{2}}})=GM({\frac {1}{r_{a}}}-{\frac {1}{r_{p}}})}
{\displaystyle {\frac {1}{2}}v_{a}^{2}=GM{\frac {r_{p}^{2}}{r_{p}^{2}-r_{a}^{2}}}{\frac {r_{p}-r_{a}}{r_{p}r_{a}}}=GM{\frac {r_{p}^{2}}{(r_{p}-r_{a})(r_{p}+r_{a})}}{\frac {r_{p}-r_{a}}{r_{p}r_{a}}}=GM{\frac {r_{p}}{r_{a}(r_{p}+r_{a})}}}
La géométrie des courbes coniques, en notant {\displaystyle a} le demi-grand axe, donne :
- {\displaystyle r_{a}+r_{p}=2a}
- {\displaystyle r_{p}=2a-r_{a}}

ce qui permet d'éliminer {\displaystyle r_{p}} :
{\displaystyle {\frac {1}{2}}v_{a}^{2}=GM\left({\frac {2a-r_{a}}{2a\ r_{a}}}\right)=GM({\frac {1}{r_{a}}}-{\frac {1}{2a}})}
En reportant dans l'expression de l'énergie totale :
{\displaystyle \epsilon _{a}={\frac {1}{2}}v_{a}^{2}-GM({\frac {1}{r_{a}}})=GM({\frac {1}{r_{a}}}-{\frac {1}{2a}}-{\frac {1}{r_{a}}})}
On obtient finalement :
```

  

    

      

        
ϵ

        
=

        
−

        

          

            

              
G

              
M

            

            

              
2

              
a

            

          

        

      

    

    
{\displaystyle \epsilon =-{\frac {GM}{2a}}}

  

```

Ce qui montre que l'énergie spécifique du système ne dépend que de la masse du corps central et de la géométrie de l'orbite.
Notamment, toutes les trajectoires de même grand axe ont la même énergie, quelle que soit leur excentricité.

### Expression de la vitesse
L'énergie étant conservée en tout point de la trajectoire, on a :
{\displaystyle \epsilon =\epsilon _{a}\Longrightarrow {\frac {1}{2}}v^{2}-{\frac {GM}{r}}=-{\frac {GM}{2a}}\Longrightarrow v^{2}=GM\left({\frac {2}{r}}-{\frac {1}{a}}\right)}
On retrouve bien l'équation voulue :
```

  

    

      

        
v

        
=

        

          

            
G

            
M

            

              
(

              

                

                  

                    
2

                    
r

                  

                

                
−

                

                  

                    
1

                    
a

                  

                

              

              
)

            

          

        

      

    

    
{\displaystyle v={\sqrt {GM\left({\frac {2}{r}}-{\frac {1}{a}}\right)}}}

  

```

## Applications
À partir de r et v en un point de l'orbite, il est possible de calculer r et v à n'importe quel autre point de l'orbite. Ceci n'est possible que lorsque le système ne comporte que deux corps. Pour le problème des trois corps, les équations sont bien plus complexes et la conservation de l'énergie ne réduit que de 1 le nombre, plus grand, de degrés de liberté.

### Détermination partielle de la géométrie de la trajectoire
À partir de r et v en un point de l'orbite, le demi-grand axe peut être calculé, ce qui donne une condition nécessaire pour que l'objet soit capable de rester en orbite.
Un grand axe négatif indique que la trajectoire est hyperbolique, ce qui condamne l'objet à s'éloigner sans retour. S'il est inférieur au rayon du corps central, la trajectoire entrera fatalement en collision avec sa surface.
Cette condition sur la valeur du grand axe n'est cependant pas suffisante pour garantir une orbite stable. Par exemple, une ellipse trop étroite rentrera en collision avec l'astre central malgré une énergie suffisante pour soutenir d'autres trajectoires suffisamment larges pour l'éviter.

### Orbite circulaire
Pour une orbite circulaire, l'expression de la vitesse se simplifie en :
{\displaystyle v={\sqrt {\frac {GM}{r}}}}

### Vitesse de libération
La vitesse minimale d'un objet pour « échapper à l'attraction d'un corps », soit adopter une trajectoire qui s'éloigne indéfiniment de ce corps, correspond à une parabole pour laquelle {\displaystyle a} tend vers l'infini, annulant le terme en {\displaystyle {\frac {1}{a}}}. Sa vitesse sera alors égale à :
{\displaystyle v_{l}={\sqrt {\frac {2GM}{r}}}}
Par exemple, la vitesse de libération pour un objet à la surface de la terre (distance au centre de la terre {\displaystyle r=6370\ km}, masse {\displaystyle M=5,97.10^{24}kg}) vaut {\displaystyle {\sqrt {\frac {2\times 6,67.10^{-11}\times 5,97.10^{24}}{6370.10^{3}}}}\approx 11,18\ km/s}
Une valeur de vitesse supérieure produira une trajectoire hyperbolique, s'éloignant plus rapidement de l'astre central.

### Coût des manœuvres orbitales
L'expression de la vitesse permet de calculer facilement le budget delta-v de manœuvres orbitales, en connaissant la forme des orbites voulues et les points de déclenchement des manœuvres.